# Kuhan-Takajärvi
Kuhan-Takajärvi eller Kuhantakajärvi är en sjö i Finland. Den ligger i kommunen Ranua i landskapet Lappland, i den norra delen av landet, 600 km norr om huvudstaden Helsingfors. Kuhan-Takajärvi ligger 155,8 meter över havet. Arean är 1,67 kvadratkilometer och strandlinjen är 9,26 kilometer lång. Sjön  ingår i Ijo älvs huvudavrinningsområde.   Den ligger vid sjöarna Luiminkajärvi och Kuhajärvi. 
I övrigt finns följande i Kuhan-Takajärvi:
- Maasaari (en ö)
- Kotasaari (en ö)

I övrigt finns följande vid Kuhan-Takajärvi:
- Luiminkajärvi (en sjö)